# 祖馬鎮區 (伊利諾伊州羅克艾蘭縣)
祖馬鎮區（英語：Zuma Township）是位於美國伊利諾伊州羅克艾蘭縣的一個行政鎮區。

## 地方資料
根據2010年美國人口普查的數據，祖馬鎮區的面積為63.00平方千米，當中陸地面積為61.60平方千米，而水域面積為1.40平方千米。當地共有人口746人，而人口密度為每平方千米11.84人。